# Wyastone Leys
A Wyastone Leys, más néven The Leys vagy Lays House udvarház Herefordshire-ben, Monmouth városától két mérföldnyire, az angol-walesi határon. Az épület II. kategóriás brit műemléknek (British Listed Building) számít. A ház és környékének tulajdonosa napjainkban a Nimbus Records lemezkiadó-vállalat, amely elsőként jelentetett meg CD-t a brit zenei piacon. Az épület mögötti domb (Little Doward Hill) lejtőjén 1953-ban a helyi erdészet egy erdőt telepített. Az eltérő színű lombkoronájú fákat úgy helyezték el, hogy az ER monogram legyen kiolvasható, II. Erzsébet királynő megkoronázásának tiszteletére.

## A ház és a telek
Az eredeti épületet 1795-ben építette a londoni S. O. Attley.
1820 körül vásárolta meg Richard Blakemore. 1821-ben egy új utat építettek Monmouth és Ross-on-Wye között, ami lehetővé tette Blakemore-nak, hogy kibővítse birtokát. Megvásárolta a Wye folyó túloldalán lévő udvarházat, a Hadnock House-t is. Az épületet lebontatta és annak anyagát Leys bővítéséhez használta fel 1821 és 1838 között. Ugyanakkor lebontatta a telken álló kisebb épületeket és kunyhókat is, hogy ne zavarják kilátását az udvarházból. A régi Ross-on-Wye-i utat pedig belső úttá alakíttatta át és fákat ültettetett, hogy eltakarja. A telket körbekeríttette és kapuházat is építtetett. Az épület mögötti Little Doward Hillre pedig őzeket telepített a glamorgani Llantrithydból. A domb tetejére egy csillagvizsgálót építtetett. Ebben az időben The Leys néven volt ismert a birtok. Az 1851-es népszámlálás szerint a tulajdonosa még Blakemore volt, aki ekkor már az angol parlament tagja volt. 
Az épületet 1861-ben John Bannerman manchesteri iparmágnás számára újították fel William Burn tervei alapján. Az 1861-es eladási katalógus szerint a birtokhoz kiterjedt pázsit, kert, melegházak, szőlőskertek tartoztak, valamint egy külön épület a kertész számára. Bannerman kunyhókat, istállókat, kutyaólakat építtetett valamint egy kilátótornyot. Bannerman nevezte először Wyastone Leys-nek a birtokot. Az őzparkot és a csillagvizsgálót a 20. század elején számolták fel.
A következő tulajdonosok Sir Alfred és Lady Hickman voltak, akik 1940-ig éltek a birtokon. Őket Robert Peel Waller (1895 – 1978) dandártábornok követte, aki a II. világháborúban 1941 és 1945 között tüzérparancsnok volt Perzsiában és a Közel-Keleten. Waller 1970-ig lakott a birtokon, amikor másodszor is megnősült. 1973-ban a birtokot eladásra bocsátották. Ekkor három kunyhó tartozott hozzá, ligetek valamint tágas rétek.

Jelenlegi tulajdonosa, a Nimbus Records 1975-ben vette át a birtokot. A Nimbus lemezkiadó-vállalat volt, amely elsőként jelentetett meg CD-t a brit zenei piacon. Ekkor erősen leromlott állapotban volt. A cég átalakíttatta az épületeket és visszaállította az eredeti faliszőnyeg-burkolatot. 1985-ben az egykori istállót irodaépületté alakították át. 1992-ben egy 550 férőhelyes koncerttermet építettek a telken. A birtok egy része napjainkban ipari parkként üzemel irodákkal, raktárakkal, gyártósorokkal.

## Leírása
Az épület három szintes, hozzá egy két szintes szolgálati épület csatlakozik. A korinthoszi oszlopok által tartott előtetőn a Bannerman család címere látható. Az udvarház jellegzetessége a homlokzat fölé emelkedő óratorony. Az épületet palatető fedi. Az épület belsőjét többször is átalakították a különböző tulajdonosok igényeinek megfelelően. A földszint hátsó traktusában lévő hosszú szalonban még látható az eredeti stukkózott mennyezet. Az épület mögötti domb (Little Doward Hill) lejtőjén 1953-ban a helyi erdészet egy erdőt telepített. Az eltérő színű lombkoronájú fákat úgy helyezték el, hogy az ER monogramm legyen kiolvasható, II. Erzsébet királynő megkoronázásának tiszteletére.
A birtokon forgatták 2007-ben a Torchwood című brit televíziós sci-fi filmsorozatot.

## Fordítás
- Ez a szócikk részben vagy egészben  a   Wyastone Leys című angol Wikipédia-szócikk ezen változatának fordításán alapul.  Az eredeti cikk szerkesztőit annak laptörténete sorolja fel. Ez a jelzés csupán a megfogalmazás eredetét és a szerzői jogokat jelzi, nem szolgál a cikkben szereplő információk forrásmegjelöléseként.